# Božo Jemc
Božo Jemc (* 10. März 1940 in Bled) ist ein ehemaliger jugoslawischer Skispringer.

## Werdegang
Jemc gab sein internationales Debüt bei der Vierschanzentournee 1959/60. Bereits in seinem ersten Springen auf der Großen Olympiaschanze in Garmisch-Partenkirchen landete er als Sechster unter den besten zehn. Auch auf der Bergiselschanze in Innsbruck konnte er mit Rang acht ein sehr gutes Ergebnis erreichen. Nachdem er auch in Bischofshofen mit dem 12. Platz auf einen vorderen Rang springen konnte, beendete er die Tournee auf dem 28. Platz der Gesamtwertung. Nach zwei Jahren Pause startete er erneut bei der Vierschanzentournee 1961/62. Dabei gelang ihm mit dem zweiten Platz auf der Schattenbergschanze in Oberstdorf sein erstes und einziges Podium. Da er aber in den weiteren Springen nicht mehr an diesen Erfolg anknüpfen konnte, belegte er am Ende nur Rang 30 der Gesamtwertung. Auch bei der Vierschanzentournee 1962/63 und der Vierschanzentournee 1963/64 erreichte er keine Top-Platzierungen mehr.
Seine aktive Laufbahn beendete er mit dem Start bei den Olympischen Winterspielen 1964 in Innsbruck. Nachdem der nur 23 Jahre alte Jemc Rang 49 von der Normalschanze erreicht hatte, sprang er von der Großschanze auf den 40. Platz.

## Erfolge

### Vierschanzentournee-Platzierungen
| Saison  | Platz | Punkte |
| ------- | ----- | ------ |
| 1959/60 | 28.   | 625,7  |
| 1961/62 | 30.   | 779,5  |
| 1962/63 | 32.   | 665,4  |
| 1963/64 | 36.   | 712,9  |